# Nycteris
Nycteris (E.Geoffroy & Cuvier, 1795) è l'unico genere di pipistrello della famiglia dei Nitteridi, comunemente noti come nitteridi o pipistrelli dal muso scavato. 

## Descrizione

### Dimensioni
Al genere Nycteris appartengono pipistrelli di medio-piccole dimensioni con la lunghezza dell'avambraccio tra 32 e 65 mm e un peso fino a 42,5 g.

### Caratteristiche craniche e dentarie
Il cranio presenta una profonda depressione tra le orbite e delle creste sopra-orbitali appiattite che si espandono notevolmente fino a nascondere completamente il processo post-orbitale sottostante. Le ossa pre-mascellari sono presenti e ben saldate al rostro, sebbene siano rappresentate soltanto dal segmento palatale, lasciando un ampio spazio vuoto nella regione nasale. La cresta sagittale è poco sviluppata. Gli incisivi hanno due o tre cuspidi. I canini sono relativamente piccoli, mentre i molari hanno la caratteristica disposizione a W delle cuspidi, tipica di tutti i Microchirotteri.
Sono caratterizzati dalla seguente formula dentaria:

### Aspetto
La pelliccia è lunga, soffice, arruffata e lanuginosa. Le parti dorsali sono solitamente brunastre o grigiastre, mentre quelle ventrali sono più chiare. Esistono delle fasi completamente arancioni. Il corpo è piccolo e compatto. La forma della testa è nascosta dalla folta pelliccia. Il muso è attraversato longitudinalmente da un profondo solco che si estende dalle narici fino al centro della fronte, dove termina in una fossa rivestita di peli. Lungo i bordi della cavità sono sviluppate delle fogliette carnose. Le orecchie sono enormi, erette e unite alla base da una sottile membrana. Il trago è piccolo, semplice e rotondeggiante.
Le ali sono grandi e larghe. Il secondo dito della mano ha una sola falange, mentre il terzo ne ha due. Gli arti inferiori sono lunghi, mentre le dita dei piedi sono corte, ognuno con tre falangi, eccetto l'alluce. La fibula è mancante. La coda è completamente racchiusa nell'uropatagio e termina con una espansione cartilaginea a forma di T, la quale sorregge i margini liberi della membrana. Questa caratteristica è unica tra tutti i mammiferi. Sullo sterno è presente uno sperone insolitamente grande. La prima vertebra dorsale e la settima cervicale sono saldate tra loro. Solitamente non vi è dimorfismo sessuale.

### Ecolocazione
Emettono ultrasuoni, attraverso le narici, sotto forma di impulsi di breve durata e bassa intensità, a frequenza modulata e solitamente con 3-5 armoniche.

## Distribuzione
Questa famiglia è diffusa nell'Africa subsahariana, il bacino del Mediterraneo e parte dell'Ecozona orientale, dalla Penisola Malese fino all'isola di Bali. L'areale frammentato indica una possibile antica diffusione più estesa di quella odierna. 

## Tassonomia
Il genere comprende 16 specie.
Gli incisivi hanno due cuspidi.
L'ultimo premolare inferiore è grande.
- Nycteris arge group - Il trago è piccolo e arrotondato, con il bordo posteriore concavo.

- Nycteris arge
- Nycteris intermedia
- Nycteris major
- Nycteris nana

- Nycteris javanica group - Il trago è stretto e con il bordo posteriore convesso.

- Nycteris javanica
- Nycteris tragata

L'ultimo premolare inferiore è piccolo.
- Nycteris macrotis group - Il trago è a forma di mezzaluna, con il bordo posteriore convesso.

- Nycteris macrotis
- Nycteris madagascariensis
- Nycteris parisii
- Nycteris vinsoni
- Nycteris woodi

- Nycteris thebaica group - Il trago è rotondo con un profondo incavo nel bordo posteriore.

- Nycteris gambiensis
- Nycteris thebaica

Gli incisivi hanno tre cuspidi.
- Nycteris hispida group

- Nycteris aurita
- Nycteris grandis
- Nycteris hispida